# لويس لوبو
لويس لوبو (بالإسبانية: Luis Lobo)‏ مواليد 9 نوفمبر 1970 في بوينس آيرس، الأرجنتين، هو لاعب كرة مضرب أرجنتيني سابق كان يلعب باليد اليمنى بدأ مسيرته كمحترف عام 1994، اعتزال اللعب في 2002.

## روابط خارجية
- لويس لوبو على موقع رابطة محترفي التنس (الإنجليزية)
- لويس لوبو على موقع الاتحاد الدولي لكرة المضرب (الإنجليزية)
- لويس لوبو على موقع كأس ديفيز (الإنجليزية)
- لويس لوبو على موقع خلاصة التنس.كوم (الإنجليزية)
- لويس لوبو على موقع أوليمبيديا (الإنجليزية)